# حامول بخاري
حامول بخاري (الاسم العلمي:Cuscuta bucharica) هو نوع من النباتات يتبع جنس الحامول من الفصيلة المحمودية.
سمي هذا النوع نسبةً إلى منطقة بخارى في أوزبكستان.